# Lily Beaurepaire
Lillian „Lily” De Beaurepaire, po mężu Clarke (ur. 15 września 1892 w Albert Park, zm. 24 listopada 1979w Geelong) – australijska pływaczka i skoczkini z pierwszej połowy XX wieku, uczestniczka igrzysk olimpijskich.
Podczas VII Letnich Igrzysk Olimpijskich w Antwerpii w 1920 dwudziestosześcioletnia Beaurepaire wystartowała w dwóch konkurencjach pływackich. W wyścigu na 100 metrów stylem dowolnym z nieznanym czasem zajęła szóste miejsce w trzecim wyścigu eliminacyjnym, co nie pozwoliło Nowozelandce zakwalifikować do finału. W wyścigu na 300 metrów stylem dowolnym z nieznanym czasem zajęła niepremiowane awansem finału piąte miejsce w pierwszym wyścigu eliminacyjnym.
Na tych igrzyskach wystartowała w konkursie skoków do wody z wieży. W swojej grupie eliminacyjnej uplasowała się na czwartym miejscu z 19 punktami, co nie pozwoliło jej awansować do finału.
Była jedyną kobietą reprezentującą Australię na igrzyskach olimpijskich w 1920 roku. Jej bratem był medalista olimpijski Frank Beaurepaire.